# Pere Riera Pañellas
Pere Riera Pañellas (Barcelona, 1 d'agost de 1945 - 19 d'octubre de 2017) fou un arquitecte, pedagog i músic. Apassionat per les cultures i els paisatges, interès que es reflecteix en la seva arquitectura que contribuí a posar de relleu la importància del lloc. Com a músic fou saxofonista, membre cofundador de l'Orquestra Plateria i col·laborador de Jaume Sisa en concerts i projectes discogràfics.
Interessat en la defensa dels drets elementals, va viure la Caputxinada de 1966 com a delegat de curs pel Sindicat Democràtic d'Estudiants (SDEUB) i membre del Front Obrer de Catalunya (FOC); activitats que van conduir a un expedient acadèmic i a la prohibició de cursar estudis universitaris durant 3 anys a tot l'Estat. Finalment va obtenir el títol d'arquitecte el 1974 i el de doctor el 1987 a l'Escola d'Arquitectura de Barcelona, amb la tesi “Impartir es compartir”.
La trajectòria professional ha estat lligada a l'arquitectura, tant com a autor de projectes com a través de la docència. L'any 1968 funda l'estudi Viceversa Dis Seny, dedicat a treballs d'interiorisme, exposicions, reflexió cultural i muntatges efímers, com ara el disseny, juntament amb Dani Freixes, de l'escenari i el recinte del primer festival Canet Rock, el 1975.
L'any 1982, funda l'estudi RGA Arquitectes. La producció és diversa: habitatges unifamiliars, conjunts residencials, equipaments esportius i docents, i intervencions en l'espai urbà. Algunes obres destacades són el cementiri municipal de Malla (1984); la restauració paisatgística de les salines de Cardona (1984-1992); la seu central de Fecsa i el Parc de les Tres Xemeneies de Barcelona (1991-1993, Premi Década 2003); la rehabilitació del camí de ronda de S'Agarò (2001, Premi Internacional de Paisatge Rosa Barba 2003); la Facultat de Ciències Jurídiques de la Universitat Rovira i Virgili de Tarragona (1997-1999); la passera per a vianants al parc de Vallparadís de Terrassa (2003, guanyadora de diferents premis, com el Footbritge Awards 2005); o el conjunt monumental de Sant Pere de Terrassa (2011).
La docència comença a l'Escola Eina el 1971, de la que en fou cap d'estudis del Departament d'interiorisme (1973). Després va formar part de la càtedra de projectes de l'Escola Tècnica Superior d'Arquitectura del Vallès, on va posar en marxa, l'any 1978, una experiència pionera a tot l'estat: l'ensenyament de projectes durant el primer curs d'arquitectura "Introducció a l'Arquitectura i al Projecte" (1978-1992).
Internacionalment, destaquen les seves col·laboracions amb la Universidad Nacional de Colombia i formar part del jurat que decidí el projecte per la nova seu del govern de Bucarest. Com a treball interdisciplinari destaca el film Correspondències (2017) juntament amb el coreògraf italià Moreno Bernardi, que és una trobada entre dansa i arquitectura.

## Publicacions[calcitació]
- Diez años de profesión (revista Jano Arquitectura, 1977)
- La ciutat de la sal (Ajuntament Cardona / Diputació de Barcelona, 1990)[21]
- Elogi de la conversa (revista Transversal, 2000)[22][23]
- Pere Riera: arquitectura dispersa (COAC, 2007)[24]
- La alegría de lo inesperado (revista Fundamentos Coam, 2011)